# 철인 007
철인 007은 1976년 극장판으로 방영된 로봇메카 애니메이션이며, 감독은 한하림이다.

## 개요
악의 로봇 범죄 조직인 검은나비 일당을 철인 007이 소탕한다는 이야기다.

## 같이 보기
- 대공마룡 가이킹
- 철인 28호